# Каждому своё

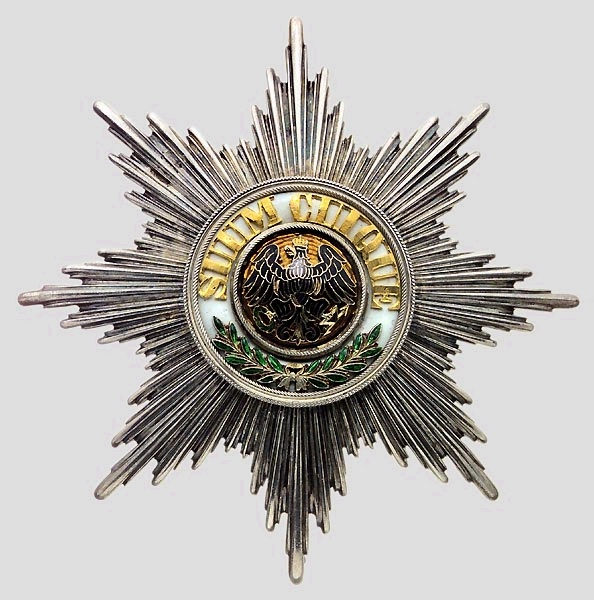
Звезда прусского Ордена Чёрного орла, иначе известная как «звезда Фридриха I»

Ка́ждому своё (лат. suum cuique [су́ум ку́йкўэ] — всякому своё, каждому по его заслугам) — классический принцип справедливости. В Новейшее время фраза получила известность как надпись, сделанная нацистами над входом в концентрационный лагерь Бухенвальд. В современном использовании, особенно в Германии и оккупированных ею во время Второй мировой войны странах, фраза воспринимается с негативным оттенком, поскольку имеет устойчивую ассоциацию с нацистской Германией.

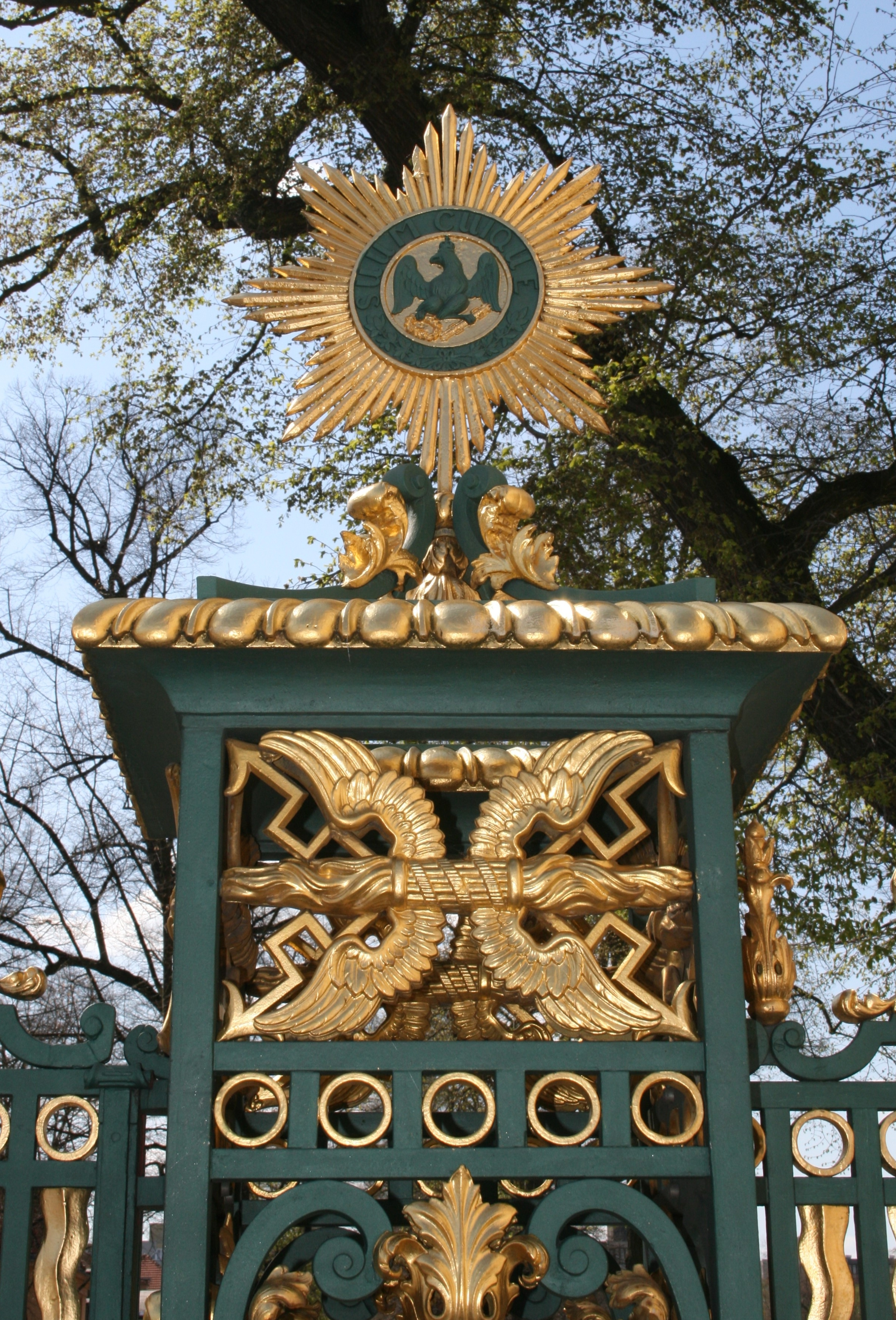
Ограда перед замком Шарлоттенбург

## История

### Античность
Suum cuique восходит к основе из античной Греции. В «Государстве» Платон отмечает, что справедливость есть, «если кто-либо делает своё и не вмешивается в дела других» (τὸ τὰ αὑτοῦ πράττειν καὶ μὴ πολυπραγμονεῖν δικαιοσύνη ἐστί, to ta autou prattein kai mē polypragmonein dikaiosynē esti, IV 433a). Каждый должен поступать в соответствии со своими способностями и возможностями, чтобы служить стране и обществу в целом. Платон, кроме того, считает, что каждый должен получить своё (например, права) и не может быть лишён своего (например, имущества) (433e).
Римский юрист Ульпиан высшим принципом права видел справедливость, о которой писал: «Предписание права суть: честно жить, не вредить другому, каждому воздавать своё» (Iuris praecepta sunt haec: honeste vivere, alterum non laedere, suum cuique tribuere, D.1.1.10.1)
Известность фразе принёс римский оратор, философ и политик Цицерон (106 до н. э. — 43 до н. э.):

А правосудие, которое каждому воздаёт должное, какое имеет отношение к богам?
Оригинальный текст (лат.)Nam iustitia, quae suum cuique distribuit, quid pertinet ad deos?
— De Natura Deorum (Цицерон. О природе богов) III, 38).
Также, фраза использовалась Цицероном в трактатах: «О законах», «Об обязанностях», «О пределах добра и зла».
Другой перевод фразы: «Правосудие узнается по тому, что оно присуждает каждому своё.»
Позже выражение стало употребляться вне юридического контекста.

### Пруссия

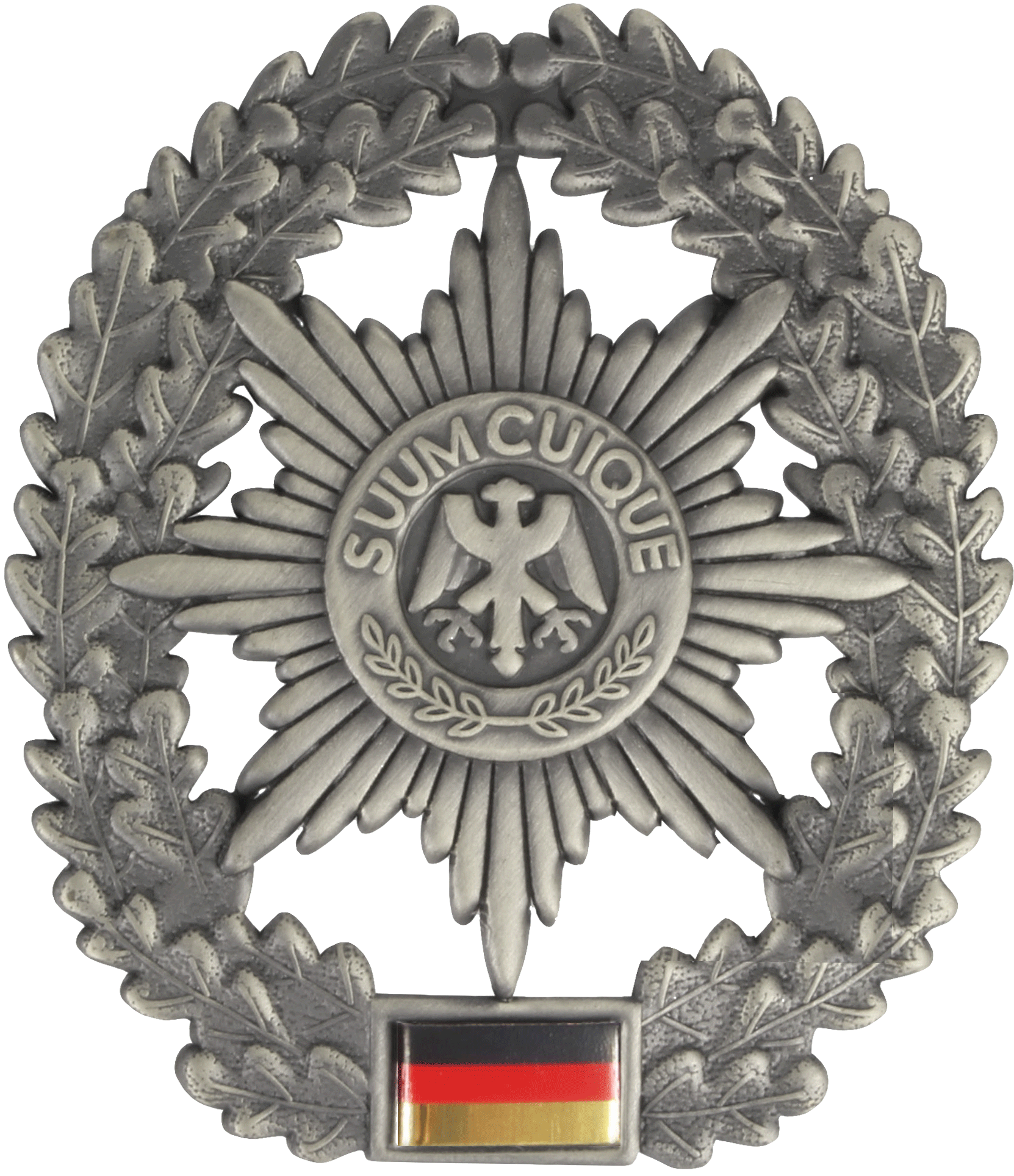
Эмблема на берете немецких фельдъегерей

В качестве девиза ордена Черного орла (вероятно, в значении «каждому за свои заслуги»), учреждённого Фридрихом I и девиза Фельдъегерской службы Бундесвера — военной полиции германского бундесвера, использовалась латинская версия выражения Suum cuique.

### Католический катехизис
В католическом катехизисе (в том числе и во времена нацистской Германии), в толковании седьмой заповеди под названием: «Предоставляй каждому своё» (Gönn jedem das seine).

### Нацистская Германия

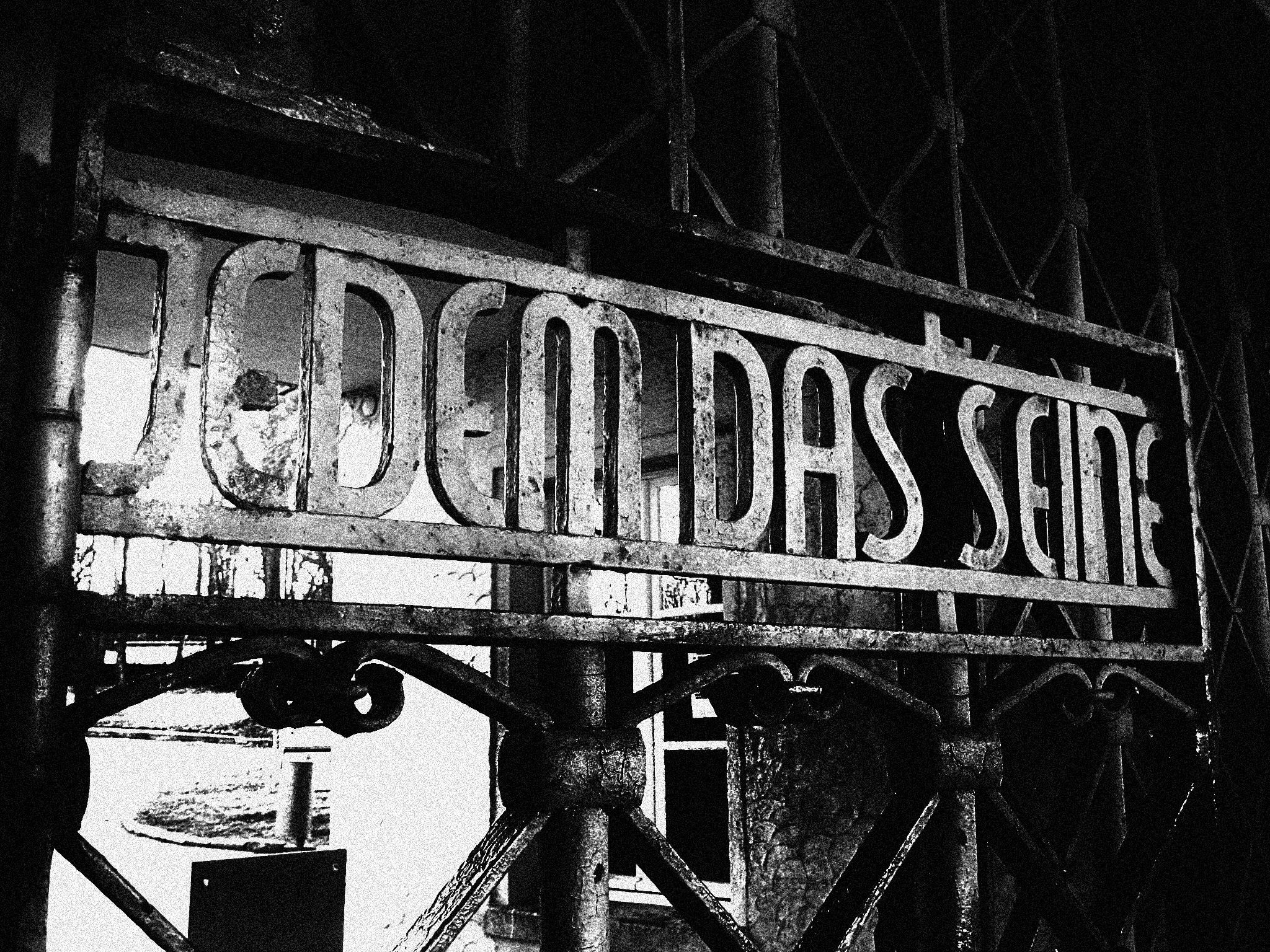
Ворота в концлагерь Бухенвальд

В 1937 году нацисты недалеко от Веймара построили концентрационный лагерь Бухенвальд. Над главными воротами входа лагеря была помещена фраза «Jedem das Seine» (Каждому своё). Эта фраза была типичным лозунгом того времени, сказанным Ницше, подобной лозунгу «Arbeit macht frei» («Труд освобождает»), вывешенному над входом в некоторых нацистских концлагерях, в том числе Освенциме, Гросс-Розене, Заксенхаузене и Терезиенштадте.

## Использование словосочетания сегодня
- В настоящее время в испанском языке исп. (dar) a cada uno lo suyo — «воздать каждому своё» — является формулировкой основополагающего принципа юстиции[2] лат. Unicuique suum, восходящего к «Дигестам» Ульпиана.
- В итальянском языке словосочетание итал. а ciascuno il suo широко используется без каких-либо коннотаций: от конструкций со значением «по вкусу» — например, итал. A ciascuno il suo idolo — «каждому — свой кумир»[3] и итал. A ciascuno il suo Caravaggio — «Каждому — свой Караваджо»[4]. Словосочетание «A ciascuno il suo» также использовалось в качестве названия романа Леонардо Шаши и кинофильма Элио Петри по этому роману и песни Марио Венути.
- Девиз швейцарского полукантона Аппенцелль-Ауссерроден (с 1809 года)[источник не указан 1954 дня].

- Девиз столицы Намибии — Виндхук.

Герб города Виндхук

- В 1998 году в Германии компания Nokia использовала фразу в своей рекламной кампании (мобильный телефон со сменными цветовыми панелями). Это вызвало возмущение общественности, и кампания была прекращена[5]. Фраза также была использована в июле 1998 года компанией Rewe Group для оформления рекламной кампании гриля, производимого ими; в создании немецкой рекламной акции компании Microsoft для программного обеспечения Bürosoftware2; использовалась корпорацией McDonalds для оформления меню пунктов быстрого питания в Тюрингии[5], в январе 2009 года совместная рекламная кампания производителя кофе Tchibo и заправочных станций Esso под слоганом «Каждому своё» была запрещена в Германии как использующая нацистскую символику[6]. Участившиеся прецеденты использования данной фразы потребовали от немецких властей усилий по привлечению внимания общества к данной проблематике, так как фраза в сознании немцев является синонимом призыва к массовым убийствам[5].
- В мае 2018 года компания Билайн использовала словосочетание в качестве девиза рекламной кампании к одному из тарифов[7]. После многочисленных негативных отзывов в интернете[8] рекламная кампания была свёрнута, представители компании извинились[9]. Также в мае 2018 года сеть розничных магазинов одежды Peek &amp; Cloppenburg запустила рекламную кампанию со слоганом «Каждому своё» и после шквальной критики отстояла право на его публичное употребление[10].
- В качестве девиза официального печатного органа Святого Престола L’Osservatore Romano (Римский Обозреватель) используется вариант unicuique suum, напечатанного под верхней частью первой страницы[источник не указан 1954 дня].
- Исторический роман Валентина Пикуля носит название «Каждому своё»[11].
- Серия фантастических романов Тармашева С. С. носит название «Каждому своё»[11].
- Также этой фразе посвящена песня русского рок-коллектива «Крематорий», такое название имеет седьмой трек студийного альбома «Танго на облаке» 1994 года[источник не указан 1954 дня].
- У советской и российской рок-группы «Гражданская оборона», на альбом «Армагеддон-попс» 1989 года, шестой трек носит название «Каждому — своё»[12].
- В марте 2007 года в театре Клагенфурта «народная оперетта» Силке Хасслер и Петера Туррини с названием «Каждому своё» была снята c репертуара. В 2011 году пьеса была экранизирована под другим названием: «Полуправда в другой жизни». В основе сюжета — смертный марш венгерских евреев в последние дни Второй мировой войны[источник не указан 1954 дня].
- У праворадикальной группы P.S.7.62 в альбоме «Нулевая Терпимость» есть песня «Каждому свое»[13].
- Третья песня из альбома «Другой» Дмитрия Умецкого носит название «Каждому своё»[14].
- 7 декабря 2012 года студия BlackMark Studio вместе с издателем «Акелла» выпустила игру «Корсары: Каждому своё!».